# Qualifications du tournoi masculin de hockey sur gazon aux Jeux olympiques d'été de 2020
Douze équipes seront qualifiées pour le tournoi masculin de hockey sur gazon aux Jeux olympiques d'été de 2020. Chacun des champions continentaux de cinq confédérations a reçu une place automatique. Le Japon en tant que pays hôte s'est qualifié automatiquement. De plus, les six nations restantes ont été déterminées par des barrages. Le Japon, hôte, ayant également remporté le titre des Jeux asiatiques, une septième place de quota a été ajoutée aux barrages.

## Table
| Événement                    | Dates                        | Lieu         | Qualifiés                                                               |
| ---------------------------- | ---------------------------- | ------------ | ----------------------------------------------------------------------- |
| Pays hôte                    | 7 septembre 2013             | Buenos Aires | Japon                                                                   |
| Jeux panaméricains 2019      | 30 juillet - 10 août 2019    | Lima         | Argentine                                                               |
| Éliminatoires africains 2019 | 12 - 18 août 2019            | Stellenbosch | Afrique du Sud                                                          |
| Euro 2019                    | 16 - 24 août 2019            | Anvers       | Belgique                                                                |
| Coupe d'Océanie 2019         | 5 - 8 septembre 2019         | Rockhampton  | Australie                                                               |
| Barrages                     | 25 octobre - 3 novembre 2019 | Divers       | Espagne Canada Pays-Bas Inde Nouvelle-Zélande Grande-Bretagne Allemagne |

## Jeux panaméricains 2019

### Équipes qualifiées
| Événement                                        | Dates           | Lieu         | Qualifiés                             | Rang FIH | Poule |
| ------------------------------------------------ | --------------- | ------------ | ------------------------------------- | -------- | ----- |
| Pays hôte                                        | Pays hôte       | Pays hôte    | Pérou                                 | 55       | B     |
| Jeux sud-américains de 2018                      | 29 mai - 6 juin | Cochabamba   | Argentine Chili                       | 4 28     | A     |
| Jeux d'Amérique centrale et des Caraïbes de 2018 | 21 - 29 juillet | Barranquilla | Mexique Cuba                          | 32 69    | B A   |
| Coupe de Pan-Amérique 2017                       | 4 - 12 août     | Lancaster    | Canada* États-Unis* Trinité-et-Tobago | 10 24 37 | B A   |

- Un barrage n'est pas nécessaire, le Canada et les États-Unis étant les deux meilleures équipes non qualifiées via la Coupe de Pan-Amérique 2017.

### Phase préliminaire

#### Poule A
| Rang | Équipe            | Pts | J | V | N | P | BP | BC | Diff | Qualification    |
| ---- | ----------------- | --- | - | - | - | - | -- | -- | ---- | ---------------- |
| 1    | Argentine         | 9   | 3 | 3 | 0 | 0 | 20 | 1  | +19  | Quarts de finale |
| 2    | Chili             | 6   | 3 | 2 | 0 | 1 | 7  | 5  | +2   | Quarts de finale |
| 3    | Cuba              | 3   | 3 | 1 | 0 | 2 | 3  | 15 | -12  | Quarts de finale |
| 4    | Trinité-et-Tobago | 0   | 3 | 0 | 0 | 3 | 2  | 11 | -9   | Quarts de finale |

Source: FIH

#### Poule B
| Rang | Équipe     | Pts | J | V | N | P | BP | BC | Diff | Qualification    |
| ---- | ---------- | --- | - | - | - | - | -- | -- | ---- | ---------------- |
| 1    | Canada     | 9   | 3 | 3 | 0 | 0 | 23 | 2  | +21  | Quarts de finale |
| 2    | États-Unis | 6   | 3 | 2 | 0 | 1 | 21 | 5  | +16  | Quarts de finale |
| 3    | Mexique    | 3   | 3 | 1 | 0 | 2 | 10 | 12 | -2   | Quarts de finale |
| 4    | Pérou      | 0   | 3 | 0 | 0 | 3 | 3  | 38 | -35  | Quarts de finale |

Source: FIH

### Phase finale
|  | Quarts de finale  | Quarts de finale |           |            | Demi-finales           | Demi-finales |  |  | Finale | Finale |
|  | Quarts de finale  | Quarts de finale |           |            | Demi-finales           | Demi-finales |  |  | Finale | Finale |
|  |                   |                  |           |            |                        |              |  |  |        |        |
|  |                   |                  |           |            |                        |              |  |  |        |        |
|  |                   |                  |           |            |                        |              |  |  |        |        |
|  | Pérou             | 1                |           |            |                        |              |  |  |        |        |
|  | Pérou             | 1                |           |            |                        |              |  |  |        |        |
|  | Argentine         | 14               |           |            |                        |              |  |  |        |        |
|  | Argentine         | 14               | Argentine | 5          |                        |              |  |  |        |        |
|  |                   |                  | Argentine | 5          |                        |              |  |  |        |        |
|  |                   | États-Unis       | 0         |            |                        |              |  |  |        |        |
|  | États-Unis        | États-Unis       | 0         | 5          |                        |              |  |  |        |        |
|  | États-Unis        |                  |           | 5          |                        |              |  |  |        |        |
|  | Cuba              | 1                |           |            |                        |              |  |  |        |        |
|  | Cuba              | 1                | Argentine | 5          |                        |              |  |  |        |        |
|  |                   |                  | Argentine | 5          |                        |              |  |  |        |        |
|  |                   | Canada           | 2         |            |                        |              |  |  |        |        |
|  | Canada            | Canada           | 2         | 5          |                        |              |  |  |        |        |
|  | Canada            |                  |           | 5          |                        |              |  |  |        |        |
|  | Trinité-et-Tobago | 1                |           |            |                        |              |  |  |        |        |
|  | Trinité-et-Tobago | 1                | Canada    | 3          |                        |              |  |  |        |        |
|  |                   |                  | Canada    | 3          | Match pour la 3e place |              |  |  |        |        |
|  |                   | Chili            | 2         |            |                        |              |  |  |        |        |
|  | Chili             | Chili            | 2         | 2          |                        |              |  |  |        |        |
|  | Chili             |                  |           | 2          |                        |              |  |  |        |        |
|  | Mexique           | 0                |           | États-Unis | 2                      |              |  |  |        |        |
|  | Mexique           | 0                |           | États-Unis | 2                      |              |  |  |        |        |
|  |                   |                  |           |            |                        |              |  |  | Chili  | 1      |
|  |                   |                  |           |            |                        |              |  |  | Chili  | 1      |

### Classement final
| Rang               | Équipe            | Pts | J | V | N | P | BP | BC | Diff |
| ------------------ | ----------------- | --- | - | - | - | - | -- | -- | ---- |
| Médaille d'or      | Argentine         | 18  | 6 | 6 | 0 | 0 | 44 | 4  | +40  |
| Médaille d'argent  | Canada            | 15  | 6 | 5 | 0 | 1 | 33 | 10 | +23  |
| Médaille de bronze | États-Unis        | 12  | 6 | 4 | 0 | 2 | 28 | 12 | +16  |
| 4                  | Chili             | 9   | 6 | 3 | 0 | 3 | 12 | 10 | +2   |
| 5                  | Trinité-et-Tobago | 6   | 6 | 2 | 0 | 4 | 8  | 17 | -9   |
| 6                  | Cuba              | 6   | 6 | 2 | 0 | 4 | 12 | 22 | -10  |
| 7                  | Mexique           | 6   | 6 | 2 | 0 | 4 | 16 | 17 | -1   |
| 8                  | Pérou             | 0   | 6 | 0 | 0 | 6 | 4  | 65 | -61  |

 Qualifié pour les Jeux olympiques d'été de 2020

## Qualifications de la zone Afrique 2019

### Équipes qualifiées
Les 8 équipes suivantes montrées avec le Classement mondial du 30 juin 2019 avant le tournoi, devaient participer au tournoi. Le Nigéria et l'Ouganda déclarent forfait avant le tournoi.
| Équipes        | Rang FIH |
| -------------- | -------- |
| Afrique du Sud | 14       |
| Égypte         | 20       |
| Ghana          | 36       |
| Kenya          | 48       |
| Nigeria        | 57       |
| Zimbabwe       | 61       |
| Namibie        | 68       |
| Ouganda        | -        |

### Poule
| Rang               | Équipe         | Pts | J | V | N | P | BP | BC | Diff | Qualification                 |
| ------------------ | -------------- | --- | - | - | - | - | -- | -- | ---- | ----------------------------- |
| Médaille d'or      | Afrique du Sud | 15  | 5 | 5 | 0 | 0 | 28 | 4  | +24  | Jeux olympiques d'été de 2020 |
| Médaille d'argent  | Égypte         | 12  | 5 | 4 | 0 | 1 | 24 | 7  | +17  |                               |
| Médaille de bronze | Ghana          | 9   | 5 | 3 | 0 | 2 | 12 | 18 | -6   |                               |
| 4                  | Zimbabwe       | 4   | 5 | 1 | 1 | 3 | 8  | 23 | -15  |                               |
| 5                  | Kenya          | 3   | 5 | 1 | 0 | 4 | 9  | 18 | -9   |                               |
| 6                  | Namibie        | 1   | 5 | 0 | 1 | 4 | 6  | 17 | -11  |                               |

Source: FIH
En cas d'égalité de points de plusieurs équipes à l'issue des matchs de poule, les critères suivants sont appliqués dans l'ordre indiqué pour établir leur classement:
1. Points de chaque équipe,
2. Matchs gagnés,
3. Différence de buts,
4. Buts pour,
5. Plus grand nombre de points obtenus dans les matchs de poule disputés entre les équipes concernées,
6. Buts marqués en plein jeu.

## Euro 2019

### Équipes qualifiées
Les 8 équipes suivantes montrées avec le Classement mondial participent au Championnat d'Europe de hockey sur gazon 2019.
| Événement                                                      | Dates             | Lieu      | Quotas | Qualifiés                                                          |
| -------------------------------------------------------------- | ----------------- | --------- | ------ | ------------------------------------------------------------------ |
| Pays hôte                                                      | 15 juin 2016      | N/A       | 1      | Belgique (2)                                                       |
| Championnat d'Europe masculin de hockey sur gazon 2017         | 19 - 27 août 2017 | Amsterdam | 5      | Pays-Bas (3) Angleterre (6) Allemagne (7) Espagne (9) Irlande (11) |
| Trophée des nations d'Europe masculin de hockey sur gazon 2017 | 6 - 12 août 2017  | Glasgow   | 2      | Écosse (21) Pays de Galles (25)                                    |

### Phase préliminaire

#### Poule A
| Rang | Équipe         | J | V | N | P | BP | BC | Diff | Pts | Qualification |
| ---- | -------------- | - | - | - | - | -- | -- | ---- | --- | ------------- |
| 1    | Belgique       | 3 | 3 | 0 | 0 | 13 | 0  | +13  | 9   | Demi-finales  |
| 2    | Espagne        | 3 | 1 | 1 | 1 | 7  | 8  | -1   | 4   | Demi-finales  |
| 3    | Angleterre     | 3 | 0 | 2 | 1 | 4  | 6  | -2   | 2   | Poule B       |
| 4    | Pays de Galles | 3 | 0 | 1 | 2 | 3  | 13 | -10  | 1   | Poule B       |

Source: FIH
En cas d'égalité de points de plusieurs équipes à l'issue des matchs de poule, les critères suivants sont appliqués dans l'ordre indiqué pour établir leur classement:
1. Points de chaque équipe,
2. Matchs gagnés,
3. Différence de buts,
4. Buts pour,
5. Plus grand nombre de points obtenus dans les matchs de poule disputés entre les équipes concernées,
6. Buts marqués en plein jeu.

#### Poule B
| Rang | Équipe    | J | V | N | P | BP | BC | Diff | Pts | Qualification |
| ---- | --------- | - | - | - | - | -- | -- | ---- | --- | ------------- |
| 1    | Pays-Bas  | 3 | 3 | 0 | 0 | 14 | 3  | +11  | 9   | Demi-finales  |
| 2    | Allemagne | 3 | 2 | 0 | 1 | 16 | 3  | +13  | 6   | Demi-finales  |
| 3    | Irlande   | 3 | 0 | 1 | 2 | 4  | 13 | -9   | 1   | Poule B       |
| 4    | Écosse    | 3 | 0 | 1 | 2 | 3  | 18 | -15  | 1   | Poule B       |

Source: FIH
En cas d'égalité de points de plusieurs équipes à l'issue des matchs de poule, les critères suivants sont appliqués dans l'ordre indiqué pour établir leur classement:
1. Points de chaque équipe,
2. Matchs gagnés,
3. Différence de buts,
4. Buts pour,
5. Plus grand nombre de points obtenus dans les matchs de poule disputés entre les équipes concernées,
6. Buts marqués en plein jeu.

### Phase finale
|  | Demi-finales | Demi-finales |                        |   | Finale | Finale |
|  | Demi-finales | Demi-finales |                        |   | Finale | Finale |
|  |              |              |                        |   |        |        |
|  |              |              |                        |   |        |        |
|  |              |              |                        |   |        |        |
|  | Belgique     | 4            |                        |   |        |        |
|  | Belgique     | 4            |                        |   |        |        |
|  | Allemagne    | 2            |                        |   |        |        |
|  | Allemagne    | 2            | Belgique               | 5 |        |        |
|  |              |              | Belgique               | 5 |        |        |
|  |              | Espagne      | 0                      |   |        |        |
|  | Pays-Bas     | Espagne      | 0                      | 3 |        |        |
|  | Pays-Bas     |              |                        | 3 |        |        |
|  | Espagne      | 4            |                        |   |        |        |
|  | Espagne      | 4            | Match pour la 3e place |   |        |        |
|  |              |              |                        |   |        |        |
|  |              |              |                        |   |        |        |
|  |              |              |                        |   |        |        |
|  | Pays-Bas     | 4            |                        |   |        |        |
|  | Pays-Bas     | 4            |                        |   |        |        |
|  | Allemagne    | 0            |                        |   |        |        |
|  | Allemagne    | 0            |                        |   |        |        |

### Classement final
| Rang               | Équipe         | J | V | N | P | BP | BC | Diff | Pts | Qualification ou relégation   |
| ------------------ | -------------- | - | - | - | - | -- | -- | ---- | --- | ----------------------------- |
| Médaille d'or      | Belgique       | 5 | 5 | 0 | 0 | 22 | 2  | +20  | 15  | Jeux olympiques d'été de 2020 |
| Médaille d'argent  | Espagne        | 5 | 2 | 1 | 2 | 11 | 16 | -5   | 7   |                               |
| Médaille de bronze | Pays-Bas       | 5 | 4 | 0 | 1 | 21 | 7  | +14  | 12  |                               |
| 4                  | Allemagne      | 5 | 2 | 0 | 3 | 18 | 11 | +7   | 6   |                               |
| 5                  | Angleterre     | 5 | 2 | 2 | 1 | 9  | 7  | +2   | 8   |                               |
| 6                  | Pays de Galles | 5 | 1 | 1 | 3 | 9  | 17 | -8   | 4   |                               |
| 7                  | Écosse         | 5 | 1 | 1 | 3 | 7  | 23 | -16  | 4   | Division 2                    |
| 8                  | Irlande        | 5 | 0 | 1 | 4 | 5  | 19 | -14  | 1   | Division 2                    |

## Coupe d'Océanie 2019

### Poule
| Rang              | Équipe           | Pts | J | V | N | P | BP | BC | Diff | Qualification                 |
| ----------------- | ---------------- | --- | - | - | - | - | -- | -- | ---- | ----------------------------- |
| Médaille d'or     | Australie        | 7   | 3 | 2 | 1 | 0 | 9  | 2  | +7   | Jeux olympiques d'été de 2020 |
| Médaille d'argent | Nouvelle-Zélande | 1   | 3 | 0 | 1 | 2 | 2  | 9  | -7   |                               |

Source: FIH
En cas d'égalité de points de plusieurs équipes à l'issue des matchs de poule, les critères suivants sont appliqués dans l'ordre indiqué pour établir leur classement:
1. Points de chaque équipe,
2. Matchs gagnés,
3. Différence de buts,
4. Buts pour,
5. Plus grand nombre de points obtenus dans les matchs de poule disputés entre les équipes concernées,
6. Buts marqués en plein jeu.

## Barrages
À l'origine, douze équipes devaient participer aux barrages. Ces équipes devaient être réparties en six paires; chaque paire jouant une série de scores cumulés de deux matchs. Le vainqueur de chaque série se qualifie pour les Jeux Olympiques. Alors que le Japon a remporté les Jeux asiatiques de 2018 (se qualifiant ainsi deux fois, une fois en tant qu'hôte et une fois en tant que champions d'Asie), il y aura à la place 14 équipes, dont 7 se qualifieront.

### Équipes qualifiées
Les équipes participantes sont confirmées par la FIH.
| Dates                       | Événement                                      | Lieu                                           | Qualifiés                                                                       | Rang FIH             |
| --------------------------- | ---------------------------------------------- | ---------------------------------------------- | ------------------------------------------------------------------------------- | -------------------- |
| 19 janvier - 30 juin 2019   | Ligue professionnelle de hockey sur gazon 2019 | Ligue professionnelle de hockey sur gazon 2019 | Australie Belgique Pays-Bas Grande-Bretagne                                     | 1 2 3 7              |
| 26 avril - 4 mai 2019       | Finales des Hockey Series 2018-2019            | Kuala Lumpur                                   | Canada Malaisie                                                                 | 10 11                |
| 6 - 15 juin 2019            | Finales des Hockey Series 2018-2019            | Bhubaneswar                                    | Inde Afrique du Sud                                                             | 5 14                 |
| 15 juin 2019 - 23 juin 2019 | Finales des Hockey Series 2018-2019            | Le Touquet                                     | France Irlande                                                                  | 12 13                |
| 8 septembre 2019            | Classement mondial de la FIH                   | Classement mondial de la FIH                   | Allemagne Espagne Nouvelle-Zélande Corée du Sud Pakistan Autriche Égypte Russie | 6 8 9 16 17 20 21 22 |

### Matchs
Le tirage au sort des sept dernières rencontres de barrages a eu lieu le 9 septembre 2019. Les rencontres se joueront sur deux manches, toutes deux sur le site de l'équipe locale.
| Équipe           | Aller | Total          | Retour | Équipe       |
| ---------------- | ----- | -------------- | ------ | ------------ |
| Espagne          | 3 - 3 | 6 - 5          | 3 - 2  | France       |
| Canada           | 3 - 5 | 6 - 6 5 - 4tab | 3 - 1  | Irlande      |
| Pays-Bas         | 4 - 4 | 10 - 5         | 6 - 1  | Pakistan     |
| Inde             | 4 - 2 | 11 - 3         | 7 - 1  | Russie       |
| Nouvelle-Zélande | 3 - 2 | 6 - 2          | 3 - 0  | Corée du Sud |
| Grande-Bretagne  | 4 - 1 | 9 - 3          | 5 - 2  | Malaisie     |
| Allemagne        | 5 - 0 | 10 - 3         | 5 - 3  | Autriche     |